# Déjoces
Déjoces ou Deioces (r. 700–678 a.C.) foi, segundo o historiador grego Heródoto, o primeiro rei dos medos. Déjoces era um líder tribal, mas devido a sua astúcia ele consegue ser proclamado rei de seu povo e funda um grande reino organizado no início do século VII a.C., tendo Ecbátana como capital.
Déjoces teria planejado habilmente um plano inteligente para estabelecer um governo autocrático sobre os medos, que naquela época viviam em aldeias autônomas separadas, ou melhor, em distritos. Em um período de grande injustiça em todo o país, ele não poupou esforços para fazer cumprir a justiça em sua própria aldeia; sua reputação de juiz imparcial foi se espalhando gradualmente pela região e muitos medos de aldeias vizinhas se apresentavam a ele para que suas causas fossem solucionadas. Finalmente, Déjoces afirmou que seu papel era muito problemático e se recusou a continuar administrando a justiça. A injustiça, o banditismo, a desordem e a ilegalidade reinaram então, pior do que antes, de modo que os medos se reuniram e finalmente resolveram eleger um rei para governá-los; elegeram Déjoces. Ainda de acordo com Heródoto, Déjoces ordenou que um palácio fosse construído, em torno da qual a capital foi erguida, Ecbátana. Ele estabeleceu um protocolo rigoroso de reclusão e deferência, bem como uma rede nacional de espiões, administrou a justiça e teria governado por 53 anos sobre as seis tribos medas unidas: os búsios, paretacênios, estrucatas, arizantes, búdios e magos. Ao morrer, seu filho, Fraortes, o sucedeu no trono, sendo este o pai de Ciaxares.

## Historicidade
Déjoces de Heródoto tem sido associado com um governador provincial (šaknu) chamado Daiucu, mencionado várias vezes em textos neoassírios da época de Sargão como governando, de forma um tanto independente, um distrito na fronteira entre os reinos maneano e assírio. Daiucu se juntou ao rei de Urartu contra o governante maneano, mas foi capturado por Sargão II, que o exilou junto com sua família para a Síria em 715 a.C., onde aparentemente morreu. No entanto essa associação é altamente improvável, pois os fatos mencionados estariam localizados ao redor do lago Úrmia e não no território medo. Seu homônimo pode ter sido um dos muitos chefes dos distritos medos livres do domínio assírio. Segundo Heródoto, Déjoces viveu no final do século VIII a.C., por volta da mesma época do chefe medo Daiku de Saparda. No entanto, a identificação seria mais justificável se Daiku fosse o chefe de Hagabta, não Saparda. Hagbata é a única localidade meda mencionada em fontes assírias cujo nome é semelhante ao de Ecbátana, o local escolhido por Déjoces de Heródoto como a capital do reino medo.